# Classe Giove Fulminante
La  Classe Giove Fulminante fu una classe di vascelli di linea di primo rango da 62-68 cannoni che prestò servizio nella Armada tra il 1667 e il 1709. Ne furono costruiti 4 esemplari, mentre un quinto, modificato sullo scalo di costruzione, diede vita alla successiva Classe San Lorenzo Giustinian armata con 70 cannoni.

## Storia
Nel 1651, durante la battaglia di Paro, la flotta veneziana catturò tre grandi navi turche che furono trasferite a Venezia per effettuare i lavori di ripristino, andando poi a costituire l'anno successivo il primo nucleo dell'Armata Grossa permanente, formata da “navi pubbliche”. Le poche navi catturate ai turchi non garantivano di coprire le necessità dell'Armada da mar, oltre al fatto rappresentato dal notevole costo dei noleggi, che non sempre era possibile effettuare, e delle notevoli differenze tra le navi mercantili armate e i vascelli da guerra espressamente progettati per questo scopo emerse durante la Seconda guerra anglo-olandese, quando le flotte iniziarono a scontrarsi adottando la cosiddetta "linea di fila", portarono nel 1666 il Senato a decidere di costruire due vascelli da 62 cannoni presso l'Arsenale.
Le nuove navi autorizzate dal Senato dovevano essere lunghe 34,77 m e larghe 10,43, ed armate con 62 pezzi d'artiglieria. La loro costruzione fu realizzata sotto la supervisione dei Proti de Marangoni Paolo Corso, Zuanne Depieri e Iseppo Depieri, ed i nuovi vascelli risultarono un po' più lunghi e larghi di quanto preventivato, rispettivamente 38,91 m e 13,20 m, costruiti in rovere fino al ponte di corridoio e in larice nelle parti superiori dello scafo e dei ponti, mentre le murate avevano la caratteristica di presentare una forte rientranza al di sopra della linea di galleggiamento.
Le prime due unità, Giove Fulminante e Costanza Guerriera, furono impostate nel 1666, ed a esse ne seguirono, tra il 1672 e il 1674, altre quattro più piccole, armate con 44-50 cannoni. Date le dimensioni i due vascelli furono costruiti in Arsenale fino al ponte di corridoio, e poi portati fuori per essere completati presso lo squero privato di Sant'Antonio di Castello. A queste due unità ne seguirono altre due, il Redentor del Mondo, e il Leon Coronato, armate con 68 cannoni. Una quinta unità, il San Lorenzo Giustinian fu modificata sullo scalo di costruzione, dando vita ad una nuova classe di vascelli da 70 cannoni.
L'ultima unità della classe ad essere radiata dal servizio fu il Redentor del Mondo, demolita presso l'Arsenale a partire dall'11 giugno 1709.

## Navi della classe
| Nome               | Arsenale | Costruzione | Storia                                                            | Fine                                                                             |
| Giove Fulminante   | Venezia  | 1666-1667   | Prima unità della classe, partecipò alla seconda guerra di Morea. | Demolita presso l'Arsenale a partire dal 4 ottobre 1693.                         |
| Costanza Guerriera | Venezia  | 1666-1667   | Appartenente alla prima serie.                                    | Persa per naufragio nelle acque di Rapallo, Palermo, il 4 ottobre 1684.          |
| Redentor del Mondo | Venezia  | 1681-1686   | Armata inizialmente con 68 cannoni, poi portati a 70 nel 1697.    | Demolita presso l'Arsenale a partire dall'11 giugno 1709.                        |
| Leon Coronato      | Venezia  | 1690-1691   | Armata con 68 cannoni.                                            | Persa per incendio durante il combattimento degli Spalmadori il 9 febbraio 1695. |

### Annotazioni
1. ↑  Il costo di un mercantile noleggiato poteva arrivare a 25.000 ducati annui, tanto quanto una nuova nave costruita presso l'Arsenale.
2. ↑  Le continue guerre in Europa non rendevano sempre disponibili navi mercantili da noleggiare.
3. ↑  I progettisti ritenevano che lo spostamento dei cannoni verso il centro della nave ne aumentasse la stabilità. I due vascelli inoltre presentavano alcune differenze sul fondo dello scafo, in quanto la Giove Fulminante era stretta sul fondo e stringeva meglio il vento, mentre la Costanza Guerriera, un po' più larga, risultava più lenta ma aveva un minor pescaggio.

### Fonti
1. 1 2 3 4 5 6 7  http://www.veneziamuseo.it/ARSENAL/schede_arsenal/vascelli.htm.
2. 1 2  Zampieri 2011, p. 126.
3. ↑  F. Fox, Hired Men-of-War, 1664-7, in Mariner's Mirror, vol. 84 (1998), pp. 13-25 e pp. 152-172.
4. ↑  Guido Candiani, Lo sviluppo dell’Armata grossa nell'emergenza della guerra marittima, testo della relazione tenuta al convegno Geostrategia e potere marittimo nel Mediterraneo in età moderna: Venezia, Malta e Impero Ottomano, VII giornata di studio, Venezia 27 ottobre 2001.
5. ↑  Zampieri 2011, p. 127.
6. 1 2 3  Levi 1896, p. 19.
7. 1 2 3  Levi 1896, p. 21.
8. ↑  Levi 1896, p. 23.
9. 1 2  Levi 1896, p. 24.
10. ↑  Levi 1896, p. 25.